# Ленцкирх

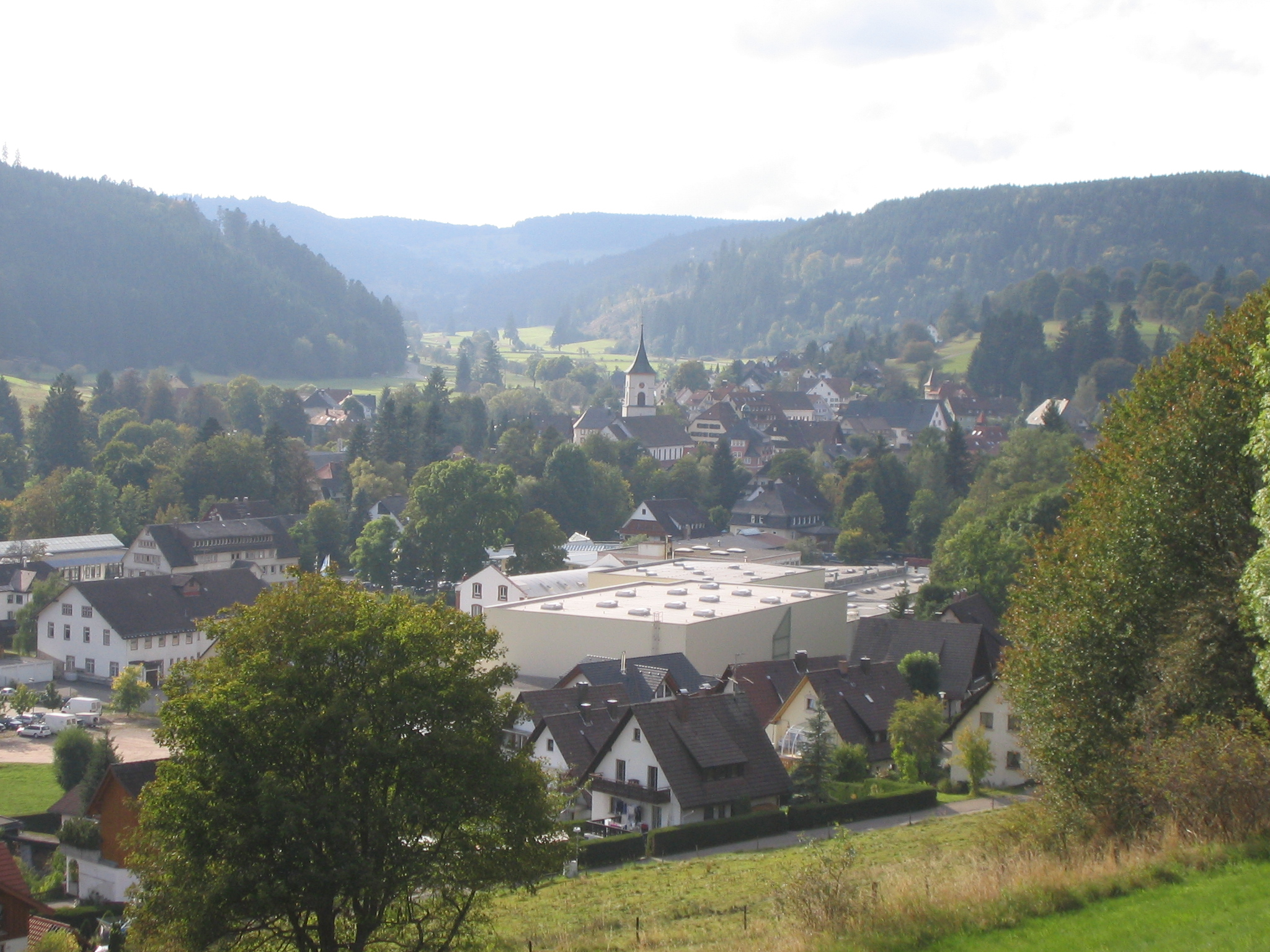
Вид на Ленцкирх

Ленцкирх (нем. Lenzkirch) — община в Германии, курорт, расположен в земле Баден-Вюртемберг. Подчиняется административному округу Фрайбург. Входит в состав района Брайсгау — Верхний Шварцвальд. Занимает площадь 57,90 км².

## География и климат
Коммуна находится в Верхнем Шварцвальде, в живописной долине реки Гаслах, которая протекает на юго-востоке территории общины, и Вутах.
Наивысшая точка коммуны (1192 метров над уровнем моря) расположена на границе с коммуной Титизе-Нойштадт. С расположенной на вершине горы башни в хорошую погоду можно увидеть территорию Швейцарии вплоть до Французских Альп.
В расположенном в высокогорье Ленцкирхе климат несколько прохладнее, чем в других районах земли Баден-Вюртемберг. Однако, погода преобладает солнечная и ветреная, воздух отличается большим содержанием кислорода, что оказывает положительное воздействие на организм, в связи с чем местность вокруг Ленцкирха является климатическим курортом.

## Население
Население на 31 декабря 2010 года составляло 5033 человека.
| Год  | Численность | Численность |
| ---- | ----------- | ----------- |
| 1975 | 4236        | [ 4 ]       |
| 2015 | 4970        |             |
| 2017 | 5062        | [ 1 ]       |
| 2019 | 5048        | [ 5 ]       |
| 2021 | 5023        | [ 6 ]       |
| 2022 | 5138        | [ 7 ]       |
| 2023 | 5171        | [ 2 ]       |

## Экономика и транспорт
В экономике коммуны значительную роль играет туризм. В Ленцкирхе имеется курортный парк, а также открытые общественные купальни. Также развито точное машиностроение, часовая промышленность. Так, например, в Ленцкирхе расположены производства и главные офисы двух компаний, занимающихся измерительным оборудованием: Atmos и Testo.
Ленцкирх расположен на автомобильной дороге федерального значения В 315 между Шаффхаузеном (Швейцария) и Титизе-Нойштадт. Через Ленцкирх проходят две автобусных линии: маршрут 7258, соединяющий Титизе-Нойштадт и Бондорф, и маршрут Титизе — Ленцкирх.
В 1907 году была построена железнодорожная линия длиной почти 20 км из Нойштадта в Бондорф, проходящая через Ленцкирх.

## Местные достопримечательности

### Церкви
- Католическая приходская церковь Ленцкирха посвящена святому Николаю. Она была построена в 1820 по проекту Готтлиба Люмппа.
- Посвященная святому Галлу приходская церковь с характерным византийским куполом впервые упоминалась ещё в 1275 году.
- Церковь святого Иоанна Крестителя была построена в 1412 году. Несмотря на вызванные войной разрушения в 1713 году башня и хоры этой постройки сохранились до наших дней.
- Церковь в Грюнвальде — бывшая монастырская церковь ныне не существующего монастыря паулинов, который был основан примерно в 1350 году. В её внутренней части находятся несколько представляющих интерес художественных ценностей.

### Здания
- Руины крепости Альт-Урах, построенной в XIII веке
- Здание Курхауза с выставкой часов
- Смотровая башня на горе Хохфирст

### Природные достопримечательности
Ленцкирх расположен посередине туристского маршрута, соединяющего Пфорцхайм и Вальдсхут-Тинген, на протяжении которого можно увидеть много памятников природы.
- Гора Хохфирст, расположенная между Титизе и Ленцкирхом
- Ущелье к востоку от Ленцкирха, в котором протекает река Вутах
- Озеро Windgfällweiher в юго-западной части коммуны
- Водопад Haslach к западу от Ленцкирха

### Праздники
В последнее воскресенье перед 25 июня проходит ежегодное празднование в честь святого Элигия, покровителя домашних животных, особенно лошадей.